# جاك ديفيدسون
جاك ديفيدسون (بالإنجليزية: Jack Davidson)‏ (30 ديسمبر 1925 في المملكة المتحدة - ) هو لاعب كرة قدم بريطاني في مركز مهاجم داخلي. لعب مع دندي يونايتد ونادي ريل ونادي كيلمارنوك ونادي إيست فيف.